# Beni-Hassan
Beni-Hassan (også Bani Hassan, Beni-Hasan, Bani-Hasan) er en landsby i
Mellemægypten på Nilens østlige bred, omtrent
250 km syd for Kairo. Stedet er kendt for sine monumentale begravelser udhugget i klippeskrænten stammende fra den ældre Thebentid eller det mellemste rige.
De findes i ret betydelig højde over Nilens vandspejl og består
gerne af et stort, i klippen udhugget rum med
en åben forhal, hvis loft ofte hviler på to
søjler. Loftet i det inden for forhallen liggende
store rum, der tjente som en art gravkapel til
afholdelse af religiøse ceremonier for de
afdøde, bæres i nogle af gravene af kanelerede
søjler (to eller fire), der til en vis grad minder om
grækernes doriske søjler, hvorfor Jean-François Champollion, ikke med urette, har kaldt dem for protodoriske.
I de omtalte rum åbner der sig,
gerne i et hjørne, en brønd- eller skaktformig,
lodret fordybning, ved hvis bund der findes
en indgang til et i klippen udhugget
underjordisk gravkammer, i hvilket familiens
medlemmer har fået deres sidste hvilested. Efter
begravelsen fyldtes skakten med sten, der
skulle hindre gravrøvere i plyndringen af de
døde.
Der findes 39 af disse monumentale grave ved
Beni-Hassan. I adskillige af dem er væggene
prydede med malede scener af datidens
ægypteres liv; men da billeder og indskrifter kun er
malede, ikke som i det tidligere tidsrum tillige
huggede ind i stenen, er de nu meget afblegede.
Man må derfor opholde sig længere tid i
rummene og vænne sig til halvmørket, før man får
noget at se.
I gravene bisattes medlemmer af
de fyrstefamilier, som under Faraos
overhøjhed beherskede de tilstødende distrikter i det
12. dynastis dage. Gravene er ofte besøgt af
rejsende, af hvilke flere har aftegnet de
mærkeligste billeder, ligesom de også har udgivet de
vigtigste af indskrifterne. Et par af dem giver
en art levnedsbeskrivelser af ægyptiske stormænd;
disse er af stor værdi i historisk henseende.
Et ofte omtalt billede, der ses i Khnum-hoteps
grav, giver en fremstilling af, hvorledes en skare asiater med
deres høvding Abishua modtages gæstmildt i
Ægypten. Ældre rejsende mente her at finde
en afbildning enten af Abrahams eller af Jakobs
modtagelse i Ægypten, men heldigvis giver
indskriften os høvdingens navn, Abishua. Da
billederne var udsatte for stadige ødelæggelser, er gravkamrene nu aflukkede. De er
beskrevet i Archæological Survey of Egypt
under ledelse af Newberry, Griffith, Fraser og andre (London 1893, 4 bd).
Ved foden af skrænterne har der i de 4000 år, der er
gået siden disse grave blev udhugget, samlet sig
mægtige dynger af sand, bragt ind af vinden
fra de tilstødende ørkenstrækninger. Disse
sandmasser er blevet fjernet ved de
udgravninger, som er foretaget af det arkæoliske
institut i Liverpool under ledelse af professor John
Garstang, som bag sandet opdagede indgange
til en række gravkapeller, som sandet havde
beskyttet mod besøg af gravrøvere, og som
derfor var særdeles oplysende til kendskab
om datidens ægypteres liv. De her begravede
ægyptere tilhørte nærmest mellemklassen,
medens de store og mægtige familier havde deres
begravelser - som længe har været kendte - højere
oppe. De interessante fund er beskrevet af
Garstang i hans Burials Customs (1907).
Sydøst for Beni-Hassan ligger et i klippen udhugget huletempel, som
grækerne kaldte Speos Artemidos; det var
viet til gudinden Pakhet, der fremstilles med løvehoved.
I nærheden var en begravelsesplads, på hvilken man har fundet tusinder af
kattemumier.